# Festival Lent

El Festival Lent es el festival cultural más importante de Eslovenia y uno de los más grandes en Europa. Se celebra desde finales de junio de cada año y dura dos semanas. El festival tiene el nombre Lent porque tiene lugar en una parte de Maribor llamada Lent, que está situada en la orilla izquierda del río Drava. 

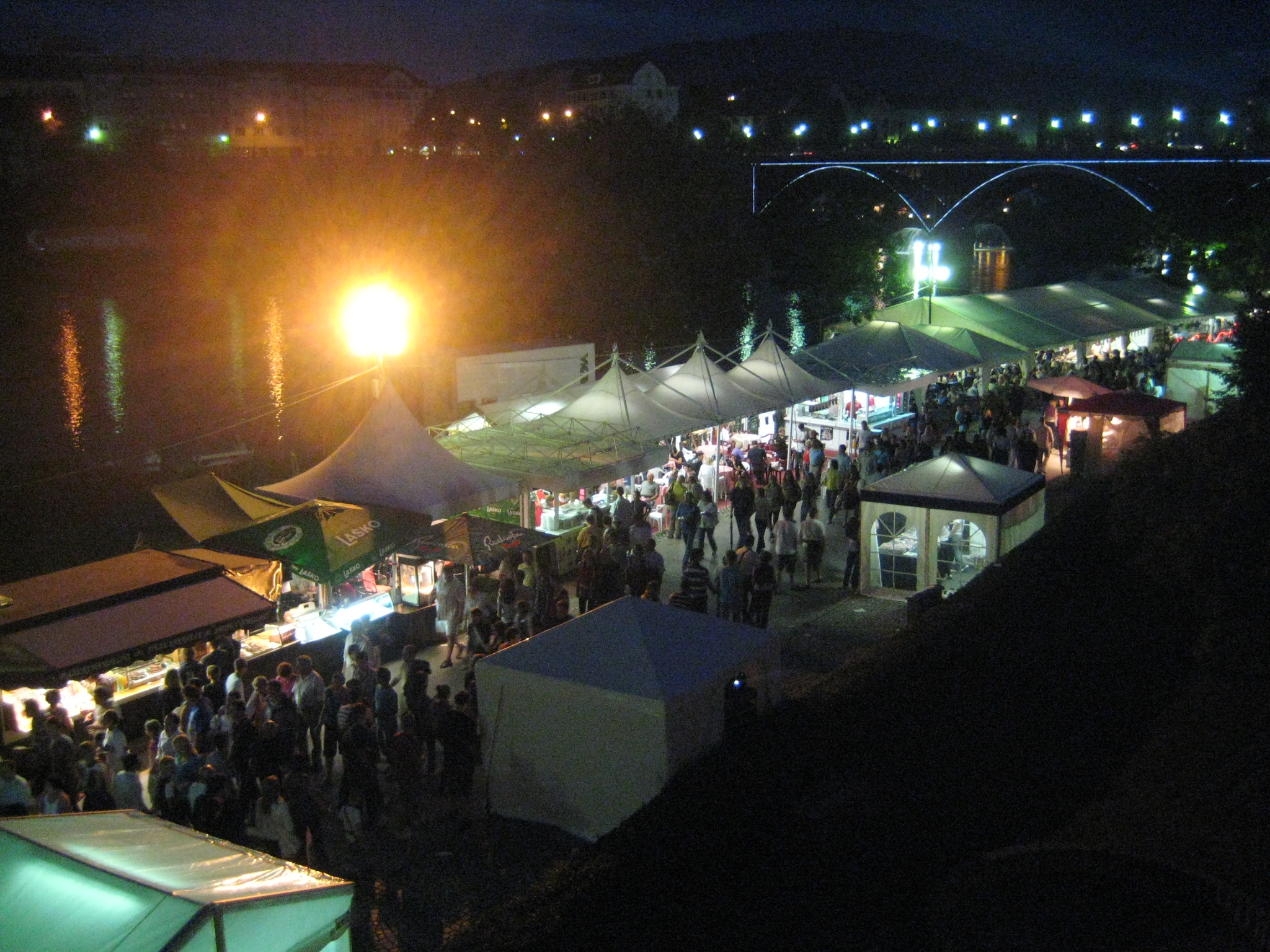
Festival Lent

La primera edición del festival tuvo lugar en 1986, cuando se renovaron los edificios junto al río Drava. Hoy ofrece un amplio programa de actividades: conciertos de música popular, música clásica, música tradicional y jazz, noches de chanson, representaciones de baile, representaciones teatrales, comedias de marionetas, talleres para niños, eventos deportivos, comedias en vivo y festivales individuales (festival internacional de folklore llamado Folkart, teatro de calle Ana Desetnica, festival de música jazz Jazzlent y festival de comida Sladolent). En el parque central, llamado Mariborski park, suele ofrecerse también un programa infantil.
Folkart es el festival folklórico más grande de Eslovenia. Es el único miembro esloveno de CIOFF, »Consejo Internacional de Organizaciones de Festivales de Folklore y de las Artes Tradicionales«, que lo considera como uno de los festivales folklóricos mejores organizados. Desde 1993, cuando nació este festival internacional ya se presentaron más de 200 grupos de Eslovenia y el extranjero, con más de 7000 participantes de 68 países.
Teatro de calle Ana Desetnica ofrece un programa de espectáculos, representaciones e improvisaciones al aire libre. Ana Desetnica es un festival que tiene lugar en dos ciudades: Maribor y Liubliana, pero se extiende también a otras ocho ciudades eslovenas.
Jazzlent está consagrado al jazz. El programa de jazzlent dura hasta la madrugada y es famoso por sus jam sessions, donde los jóvenes virtuosos tienen el privilegio de colaborar y presentarse ante el público junto a sus ídolos.
Sladolent es el festival más reciente de los que componen el Festival Lent. Allí se presentan cocineros y chefs, con objeto de promocionar sus restaurantes.
Durante el festival, el parque de Maribor (Mariborski park) se convierte en »parque de la experiencia«. Es un proyecto que dura 16 días, con talleres gratuitos, acontecimientos culturales, representaciones teatrales, marionetas, conciertos y representaciones de baile. Con los talleres y mercados de artesanía y artes se pretende acentuar la importancia de conservar la creatividad y la tradición popular.
Otras actividades del festival son:
- Escenario principal (Glavni oder), plataforma construida en el río Drava, donde se llevan a cabo los eventos centrales. Por allí han pasado músicos de fama internacional como Macy Gray, Mercedes Sosa, Paquito D'Rivera, José Feliciano, David Byrne, Jimmy Cliff, Esma Redžepova, The Dubliners, Ray Charles, B.B. King, James Brown y Solomon Burke.

- Večerov oder: está muy cerca de la vid más vieja del mundo y es conocido por conciertos de música rock.

- Jurčkov oder, que se encuentra bajo el puente Glavni most. Allí se presentan solistas y cantautores de Eslovenia y del mundo.

- Escenario de la juventud (Mladinin oder) donde se presentan grupos y artistas jóvenes y menos reconocidos.

- Creative underground: es escena interesante para todos los aficionados de música electrónica.

- En el Sodni stolp se puede disfrutar de música jazz en fusión con la música tradicional.

- En la sala Union y Sinagoga Maribor se pueden escuchar conciertos de música clásica.

- En la plaza junto a ayuntamiento (Rotovž) se puede disfrutar de comedias en vivo.

- Datos: Q6523298
- Multimedia: Lent Festival / Q6523298